# الخبر (خنفر)

تعديل مصدري - تعديل

الخبر هي إحدى قرى عزلة جعار بمديرية خنفر التابعة لمحافظة أبين، بلغ تعداد سكانها 60 نسمة حسب تعداد اليمن لعام 2004.